# گرچن روبین
گرچن کرافت روبین (زاده ۱۴ دسامبر ۱۹۶۵) نویسنده، وبلاگ‌نویس و سخنران آمریکایی است.

## اوایل زندگی و تحصیلات
گرچن آنه کرافت در کانزاس سیتی، میسوری بزرگ شد، جایی که پدرش وکیل شرکت کرافت، فریدکین و راین بود. او در مدرسه پمبروک هیل تحصیل کرد. او مدرک کارشناسی و حقوق خود را از دانشگاه ییل دریافت کرد، سردبیر مجله حقوقی ییل بود و برنده جایزه ادگار ام. کالن شد.